# Sapaga
Ne doit pas être confondu avec Sapaga-Peulh.
Sapaga est une commune rurale située dans le département de Zorgho de la province du Ganzourgou dans la région Plateau-Central au Burkina Faso.

## Géographie
Sapaga est situé à environ 20 km à l'est du centre de Zorgho, le chef-lieu du département et de la province, à 6 km à l'ouest de  Koupéla et à 5 km au sud de Pouytenga.
La localité est au croisement de la route nationale 4, axe ouest-est reliant Ouagadougou à la frontière nigérienne, et de la route nationale 15, axe nord-sud reliant le centre du pays à la frontière ghanéenne.

## Histoire
Localité en pleine expansion en raison de sa position au carrefour d'axes de communication majeurs, Sapaga a eu un accroissement massif de sa population, de ses infrastructures, et un très important développement économique depuis le début des années 2000.

## Économie
Carrefour routier majeur situé au centre du triangle Zorgho-Koupéla-Pouytenga, Sapaga bénéficie de ce fait des échanges entre ces centres commerciaux régionaux.

## Santé et éducation
Sapaga accueille un centre de santé et de promotion sociale (CSPS) tandis que le centre médical avec antenne chirurgicale (CMA) se trouve à Zorgho.